# یواس‌اس اسکس (سی‌وی-۹)
یواس‌اس اسکس (سی‌وی-۹) (به انگلیسی: USS Essex CV-9) یک ناو هواپیمابر متعلق به نیروی دریایی ایالات متحده آمریکا بود. ناو هواپیمابر یواس‌اس اسکس در سال ۱۹۴۲ ساخته شد و طول آن ۲۶۶ متر بود.

## نگارخانه

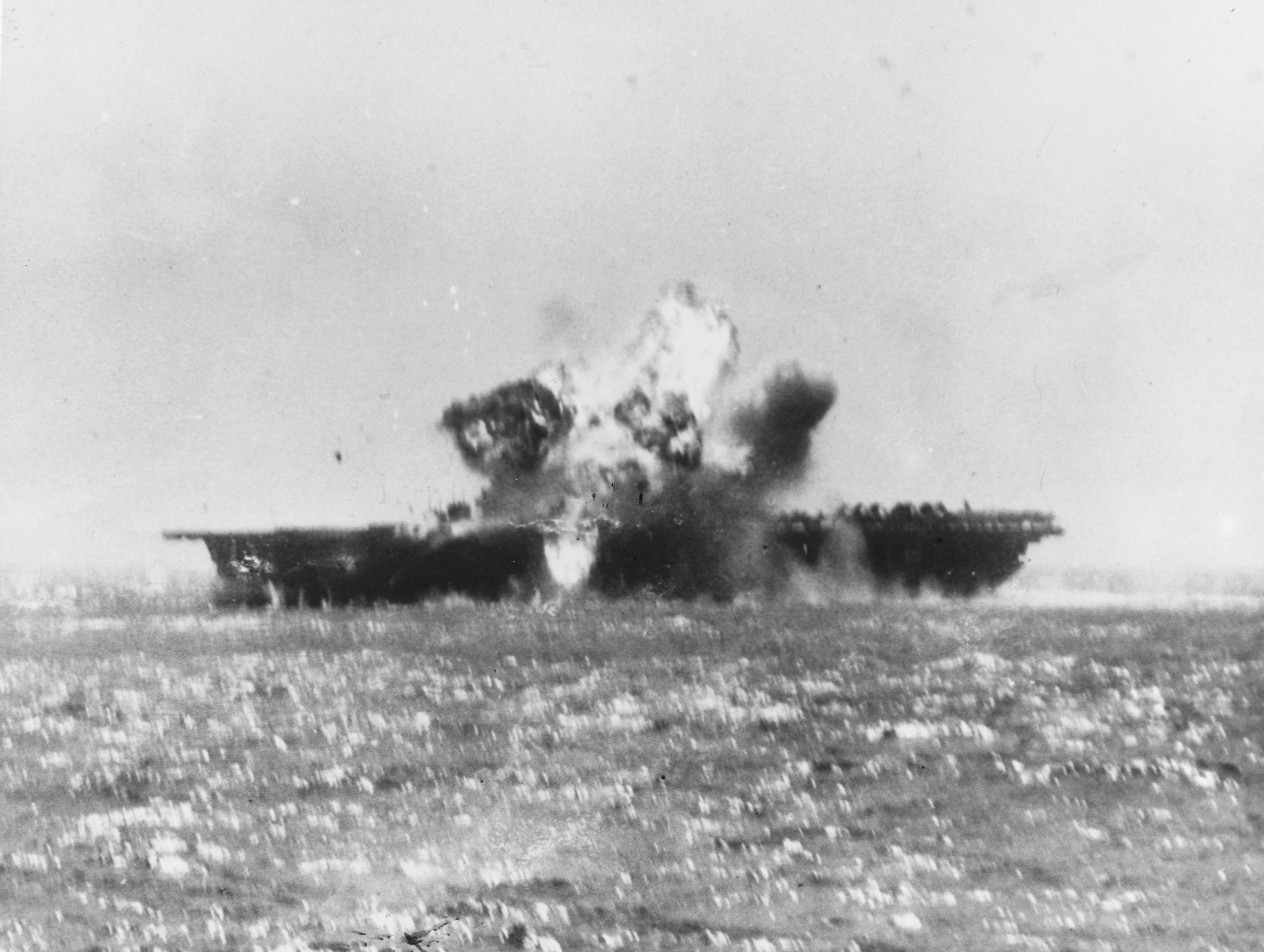
کامی‌کازه نیروی هوایی ارتش امپراتوری ژاپن علیه  یواس‌اس اسکس در تاریخ ۲۵ نوامبر ۱۹۴۴ م.
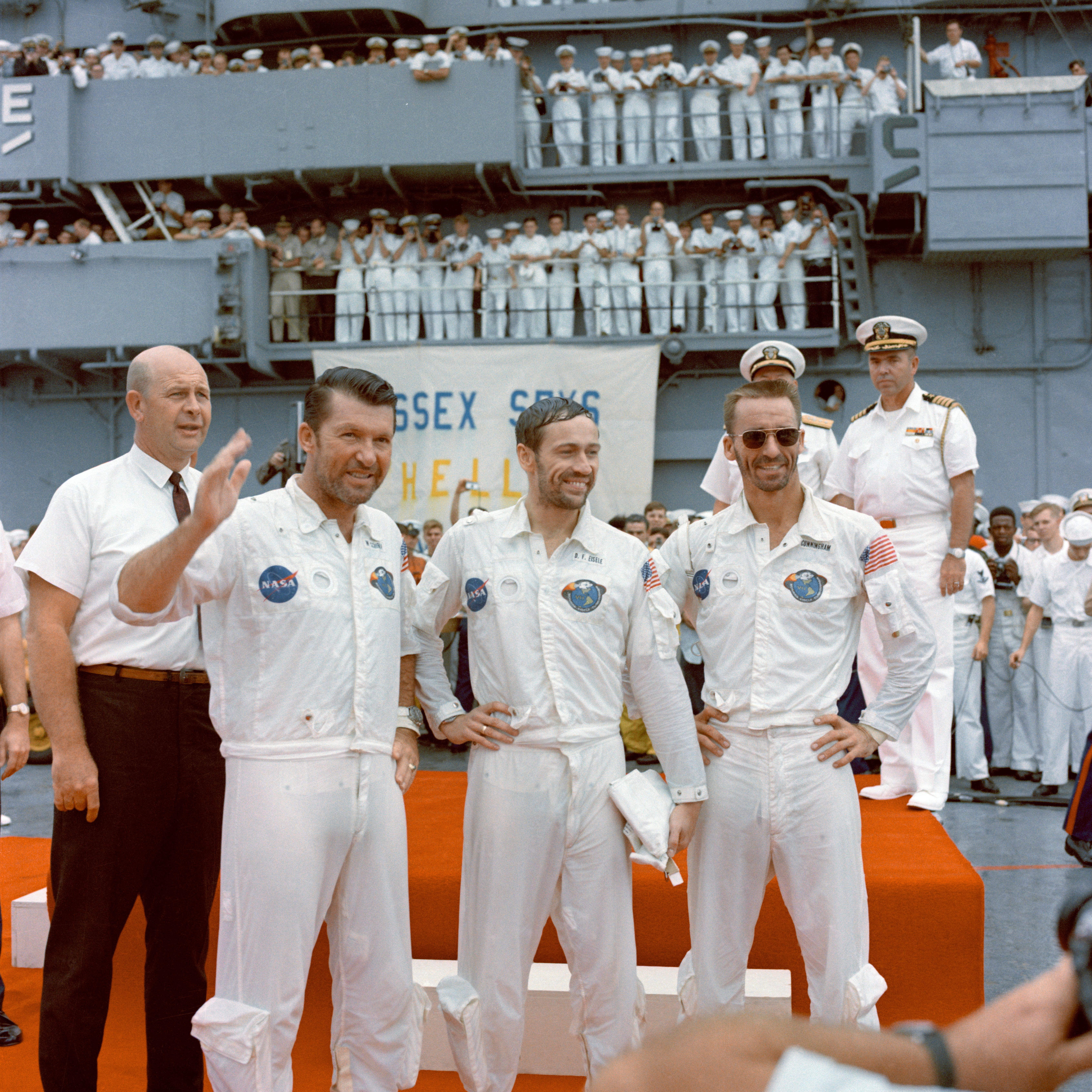
فضانوردان ماموریت آپولو ۷ بر روی عرشه یواس‌اس اسکس (سی‌وی-۹)
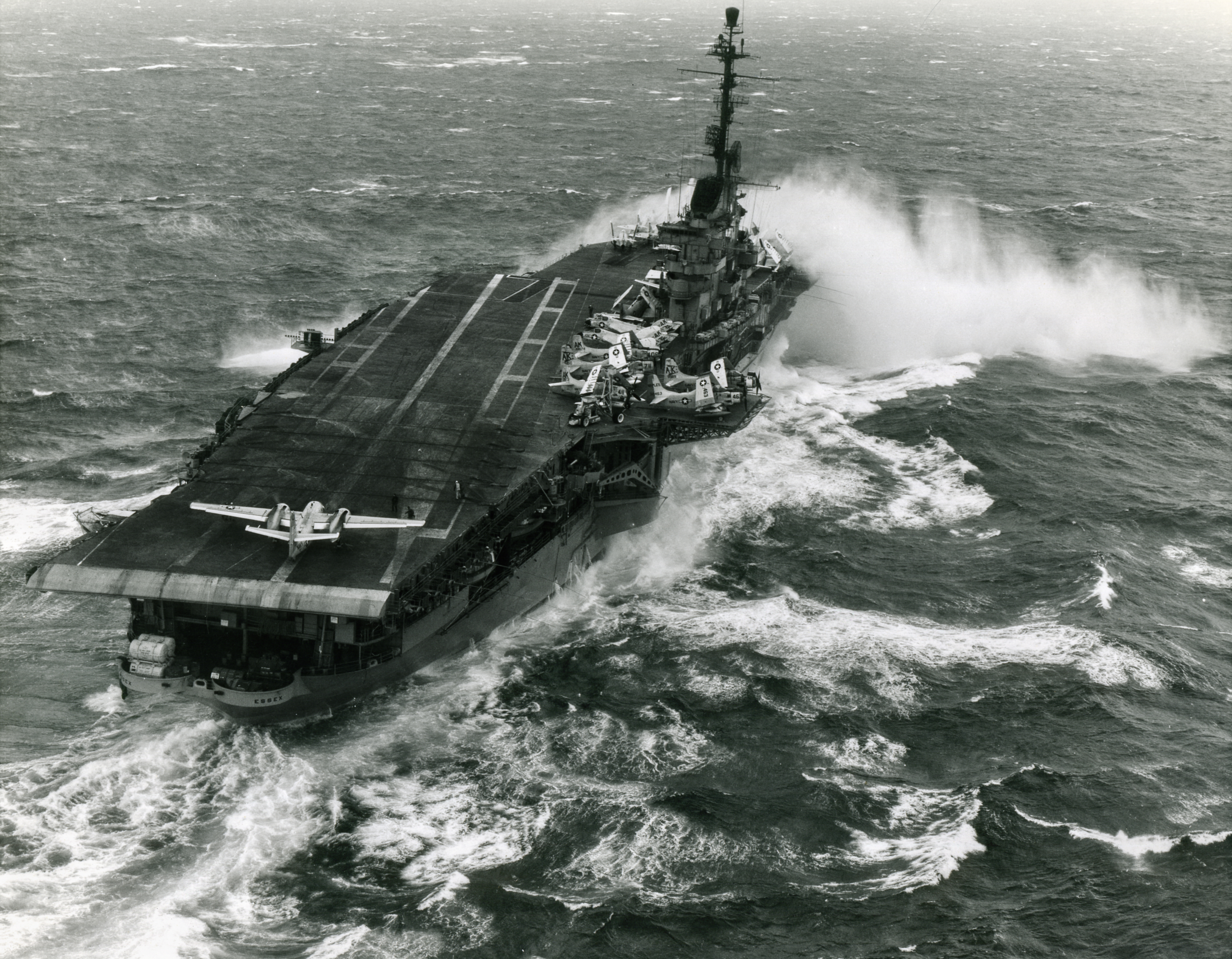
یواس‌اس اسکس (سی‌وی-۹) در دهه ۱۹۶۰ م.